# Berlin-Kreuzberg
 (février 2013).
Si vous disposez d'ouvrages ou d'articles de référence ou si vous connaissez des sites web de qualité traitant du thème abordé ici, merci de compléter l'article en donnant les références utiles à sa vérifiabilité et en les liant à la section « Notes et références ».
Berlin-Kreuzberg [ˈkʁɔʏtsbɛɐ̯k]  est un quartier berlinois situé au sein de l'arrondissement de Friedrichshain-Kreuzberg depuis 2001. Pendant la séparation de la ville, Kreuzberg formait l'un des douze districts de Berlin-Ouest et était inclus dans le secteur américain. 
Il est délimité à l’ouest par la Yorckstraße (début du quartier de Schöneberg), à l’est par la Sprée avec l'Oberbaumbrücke (début du quartier de Friedrichshain), au nord par le quartier du Mitte (Checkpoint Charlie, le Berlin-Museum et le Jüdisches Museum) et au sud par les quartiers de Neukölln (Landwehrkanal, Hermannplatz, Volkspark Hasenheide, Südstern, tombe de Gustav Stresemann au cimetière de Luisenstadt), et de Tempelhof (Columbiadamm, Platz der Luftbrücke, Aéroport de Tempelhof).
En 2001, lors de la réforme administrative de Berlin réduisant le nombre d'arrondissements de vingt-deux à douze, l'arrondissement de Kreuzberg a fusionné avec l'arrondissement de Friedrichshain. L'arrondissement de Friedrichshain-Kreuzberg est ainsi avec l'arrondissement du Mitte le seul arrondissement berlinois regroupant deux quartiers de l'ancien Berlin-Ouest et de l'ancien Berlin-Est, avec l'ancienne Luisenstadt au milieu.

## Toponymie
Le nom du quartier, Kreuzberg qui signifie « Mont de la Croix », est dérivé de la colline située dans le sud-ouest du quartier entre la Mehringdamm et la Katzbachstraße, à la limite de Tempelhof, dans le Viktoriapark. Son nom vient du fait que sur cette hauteur jadis baptisée Tempelhofer Berg (« Mont de la cour au Temple ») se trouve, depuis 1821, un monument couronné d'une croix de fer, dû à l'architecte Karl Friedrich Schinkel, commémorant la victoire définitive sur l'armée napoléonienne lors des guerres de libération allemandes entre 1813 et 1815.
 
Le monument est ouvert au public et donne une vue exceptionnelle sur le cœur ainsi que sur une vaste partie de Berlin.

## Population
Le quartier comptait 152 950 habitants le 1er janvier 2017 selon le registre des déclarations domiciliaires, soit 14 735 hab./km².

## Historique
Avant la réunification allemande, Kreuzberg formait un faubourg ouvrier qui fut le foyer des mouvements alternatifs et gauchistes particulièrement radicaux qui avaient élu domicile dans des squats, auxquels était adjointe une très forte concentration de populations immigrées, notamment d'origine kurde et turque. Durant les trois décennies qui précédèrent la réunification, Kreuzberg fut ainsi régulièrement le théâtre de violents affrontements entre cette population plus ou moins marginalisée et la police. 
Aujourd'hui, bien que le quartier soit toujours réputé comme « malfamé », de nombreux bourgeois bohèmes (« bobo ») s'y sont désormais installés, tandis qu'il est fréquenté le soir par une bonne partie de la jeunesse branchée berlinoise.
Quartier fameux de la contre-culture de Berlin-Ouest avec ses nombreux centres alternatifs, toujours actifs, côtoyant la communauté du « Petit-Istanbul », Kreuzberg se fait également plus opulente aux alentours du parc Victoria, avec ses immeubles wilhelminiens magnifiquement restaurés tel que le Riehmers Hofgarten.

## Rues importantes

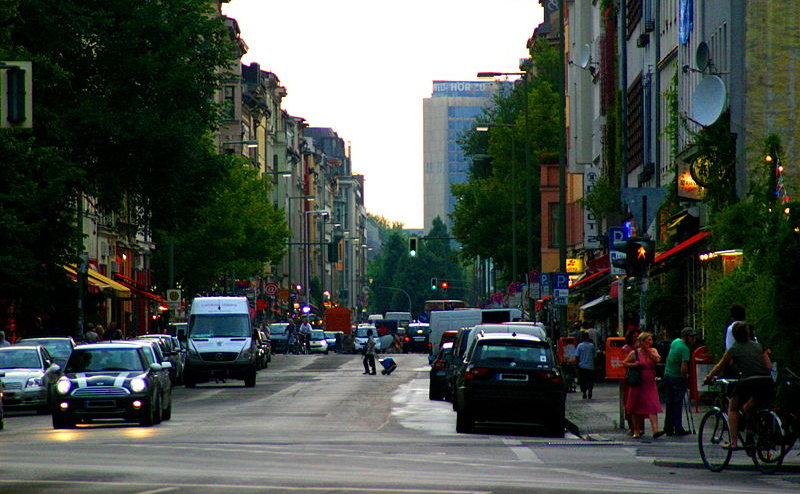
L'Oranienstrasse dans l'est du quartier.

- Bergmannstraße
- Friedrichstraße
- Gneisenaustraße
- Graefestraße
- Kochstraße
- Mehringdamm
- Oranienstraße
- Skalitzer Straße
- Wrangelstraße
- Yorckstraße

## Places importantes
- Chamissoplatz
- Kottbusser Tor
- Lausitzer Platz
- Marheinekeplatz
- Mehringplatz
- Oranienplatz
- Schlesisches Tor
- Südstern

## Parcs et cours d'eau
- Viktoriapark
- Görlitzer Park
- Urbanhafen
- Landwehrkanal
- Spree

## Monuments

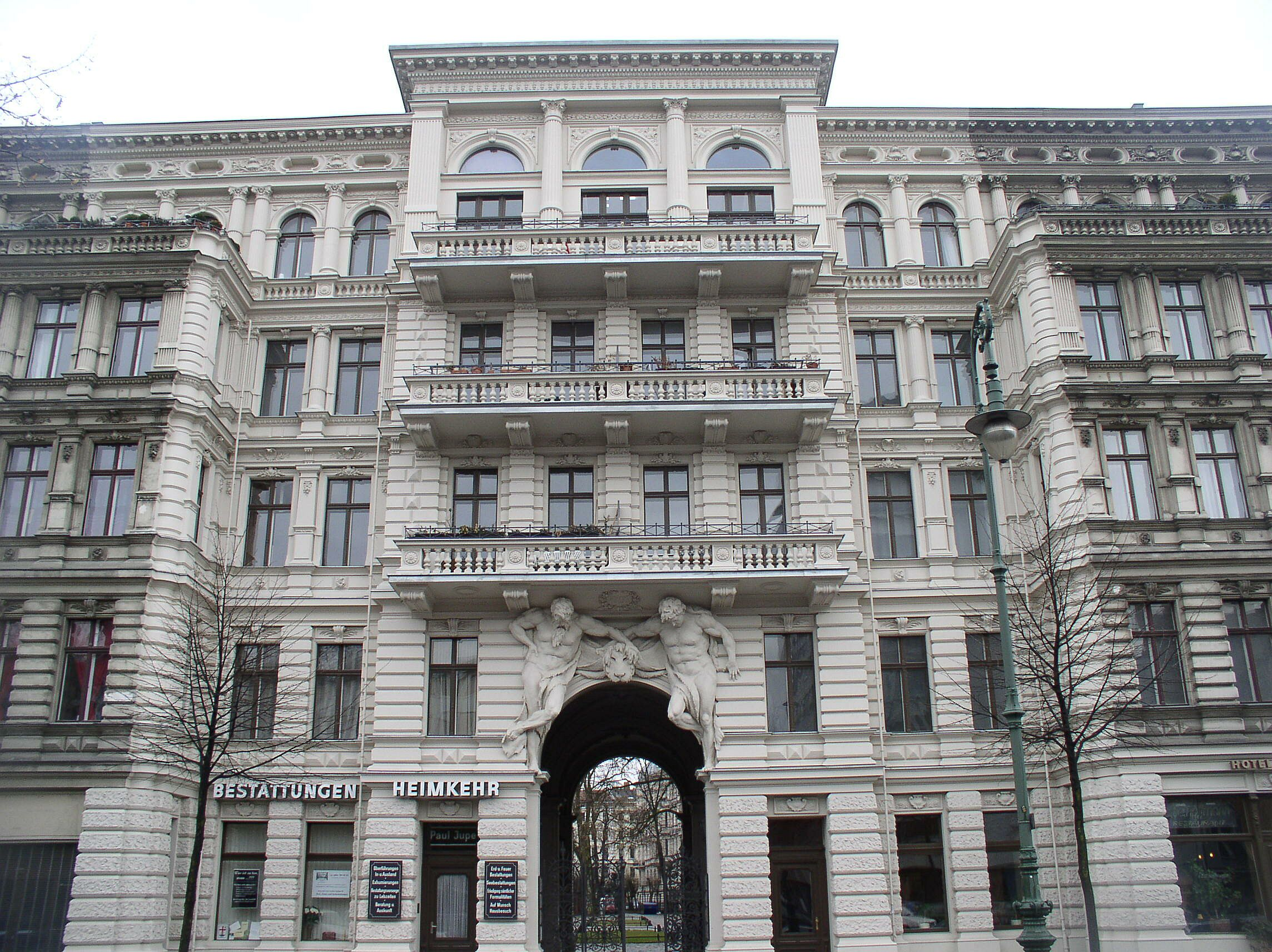
Façade de l'immeuble résidentiel Riehmers Hofgarten sur la Yorckstraße.

- Église Notre-Dame de Kreuzberg (Liebfrauenkirche)
- Église Saint-Boniface (Sankt-Bonifatiuskirche)
- Église Saint-Thomas de Berlin (Sankt-Thomas-Kirche)

## Bâtiments
- Baerwaldbad
- Cabane dans les arbres du mur de Berlin

## Transports publics

### S-Bahn (RER)
: 
Gare d'Anhalt

### U-Bahn (métro)
| : Gleisdreieck Möckernbrücke Hallesches Tor Prinzenstraße Kottbusser Tor Görlitzer Bahnhof Schlesisches Tor Warschauer Straße | : Gleisdreieck | : Kochstraße Hallesches Tor Mehringdamm Platz der Luftbrücke | : Möckernbrücke Mehringdamm Gneisenaustraße Südstern | : Moritzplatz Kottbusser Tor Schönleinstraße |

### Bus
- M19 S Grunewald ↔ U Mehringdamm (via Kurfürstendamm)
- M29 Grunewald, Roseneck ↔ U Hermannplatz (via Kurfürstendamm)
- M41 Sonnenallee/Baumschulenstraße ↔ S Hauptbahnhof (via Potsdamer Platz)
- 140 S+U Tempelhof ↔ S Ostbahnhof

## Les maires de Kreuzberg
- 8 mai 1945 – 31 mai 1945 : Nikolai Kickull
- 1er juin 1945 – 16 décembre 1964 : Willi Klimm
- 17 décembre 1946 – 9 février 1949 :Georg Heschel (SPD)
- 9 février 1949 – 13 décembre 1962 : Willy Kressmann (SPD)
- 9 janvier 1963 – 8 janvier 1975 : Günter Abendroth (SPD)
- 9 janvier 1975 – 31 janvier 1981 : Rudi Pietschker (SPD)
- 5 février 1981 – 30 juin 1981 : Waldemar Schulze (SPD)
- 30 juin 1981 – 24 juillet 1985 : Günter Funk (CDU)
- 24 juillet 1985 – 26 avril 1989 : Wolfgang Krüger (CDU)
- 26 avril 1989 – 21 octobre 1992 : Günter König (SPD)
- 21 octobre 1992 – 24 janvier 1996 : Peter Strieder (SPD)
- 15 mars 1996 – 31 décembre 2000 : Franz Schulz (Bündnis 90/Die Grünen)
- 1er janvier 2001 : fusion des arrondissements Kreuzberg et Friedrichshain en Friedrichshain-Kreuzberg
- 1er janvier 2001 – 31 janvier 2002 : Bärbel Grygier (PDS)
- 1er février 2002 – 14 novembre 2006 : Cornelia Reinauer (Die Linke.PDS)
- 15 novembre 2006 – 31 juillet 2013 : Franz Schulz (Bündnis 90/Die Grünen)
- depuis le 1er août 2013 : Monika Herrmann (Bündnis 90/Die Grünen)

## Kreuzberg en littérature
- Hans W. Korfmann & Michael Hughes (photos): Kreuzberger. 15 Porträts, Verlag an der Spree.
- Barbara Lang: Mythos Kreuzberg, Campus Verlag. 1998
- Sven Regener: Herr Lehmann, Goldmann Verlag.
- Jörg Sundermeier, Verena Sarah Diehl und Werner Labisch (Hsg.): Kreuzbergbuch, Verbrecher-Verlag. Berlin 2002. 154 pages, 12,30 EUR.
- Imran Ayata: "Hürriyet Love Express", Kiepenheuer & Witsch. 2005. 207 pages, 7,90 EUR.
- Hansen Tui: "Livre Des Juifs", Orléans. 2008. 203 pages, 15.90 EUR.

## Kreuzberg au cinéma
- Prinz in Hölleland de Michael Stock, Allemagne, 1993
- Geschwister - Kardeşler de Thomas Arslan, Allemagne 1996/1997 (sur filmportal)
- Downhill City de Hannu Salonen, Allemagne / Finlande 1999 (sur imdb)
- Herr Lehmann de Leander Haußmann, Allemagne, 2003
- Berliner Mai festspiele de Nives Konik, Allemagne, 2004
- Gurbet is a home, now, 63 min, réalisé par Pınar Öğrenci, 2021

## Kreuzberg en chanson
Kreuzberg de Bloc Party dans l'album A Weekend In The City (2007)